# Whitney Houston (album)
Whitney Houston je první album americké zpěvačky Whitney Houston. Vydáno bylo v únoru roku 1985 společností Arista Records a na jeho produkci se podíleli Jermaine Jackson, Kashif, Michael Masser a Narada Michael Walden. Kromě písní, v nichž zpívá zpěvačka sama, jsou zde také tři duety: dva s Jermainem Jacksonem a jeden s Teddym Pendergrassem. V hitparádě Billboard 200 se album umístilo na první příčce. V různých zemích bylo oceněno platinovou deskou.

## Seznam skladeb
1. „You Give Good Love“ – 4:33
2. „Thinking About You“ – 5:27
3. „Someone for Me“ – 4:57
4. „Saving All My Love for You“ – 3:57
5. „Nobody Loves Me Like You Do“ – 3:46
6. „How Will I Know“ – 4:28
7. „All At Once“ – 4:26
8. „Take Good Care of My Heart“ – 4:13
9. „Greatest Love of All“ – 4:55
10. „Hold Me“ – 6:00

## Obsazení
- Whitney Houston – zpěv
- Jermaine Jackson – zpěv, doprovodné vokály
- Teddy Pendergrass – zpěv
- John Barnes – klarinet
- Robbie Buchanan – klávesy
- Randy Kerber – klávesy
- Yvonne Lewis – klávesy
- Richard Marx – klávesy
- Nathan East – baskytara
- Freddie Washington – baskytara
- Randy Jackson – baskytara
- Preston Glass – syntezátor
- Greg Phillinganes – syntezátor
- Ed Greene – bicí
- John Robinson – bicí
- J. T. Lewis – bicí
- Steve Rucker – bicí
- Cissy Houston – doprovodné vokály
- Julia Tillman Waters – doprovodné vokály
- Maxine Willard Waters – doprovodné vokály
- Oren Waters – doprovodné vokály
- Yogi Lee – doprovodné vokály
- Mary Canty – doprovodné vokály
- Deborah Thomas – doprovodné vokály
- Paul Jackson, Jr. – kytara
- Dann Huff – kytara
- Tim May – kytara
- Ira Siegel – kytara
- David Williams – kytara
- Corrado Rustici – kytara
- Louie Shelton – kytara
- Bashiri Johnson – perkuse
- Joe Lala – perkuse
- Tom Scott – saxofon
- Ernie Watts – saxofon
- Premik Russell Tubbs – saxofon